# Bavški Grintavec
Il monte Bavški Grintavec con 2.347 m s.l.m. è una cima della Catena Mangart-Jalovec.